# Quintana (São Paulo)
Quintana es un municipio brasileño del estado de São Paulo.

## Historia
El nacimiento de Quintana se remonta al año 1918, cuando un grupo de colonos adquirieron un terreno en el lugar. Aproximadamente 5 años más tarde, en 1923, se asentaron en este, donde se dedicaron al cultivo del café y a la ganadería porcina y vacuna. El asentamiento creció rápidamente, impulsado por la migración nordestina.
En 1936 se construyó una capilla en honor a San Juan, y el 4 de enero de 1940 se estableció la estación de la Companhia Paulista de Estradas de Ferro. Siguiendo la tradición de la Companhia Paulista de darle nombre a las localidades siguiendo un orden alfabético, recibió el nombre de «Quintana». Este deriva de la palabra portuguesa «quintal» o «pequena quinta», que significa «pequeña granja», como referencia a los orígenes de la localidad.
En 1944 Quintana obtuvo la categoría de municipio mediante el decreto ley estatal n.º 14334 del 30 de noviembre de 1944, con territorio segregado del municipio de Pompeia.

## Religión
El Cristianismo está presente en la ciudad de la siguiente manera:

### Iglesia Católica
La iglesia católica del municipio forma parte de la Diócesis de Marília.

### Iglesia Protestante
En la ciudad están presentes las más diversas creencias evangélicas, principalmente pentecostales, incluidas las Asambleas de Dios de Brasil (la iglesia evangélica más grande del país), Congregación Cristiana, entre otras. Estas denominaciones están creciendo cada vez más en todo Brasil.